# Days of Future Passed
《未來的日子消失了》（英語：Days of Future Passed ）是英國搖滾樂隊憂鬱藍調的第二張錄音室專輯，由Dream record唱片發行於1967年11月10日，這張專輯開創性的融合了交響樂和搖滾樂，被認為是前衛搖滾的先驅。 （页面存档备份，存于）
这张专辑是在The Moody Blues陷入财务困难并且缺乏批评和商业成功的时候录制的。他们的母公司Decca Records为他们提供了录制立体声LP的机会，将他们的音乐与管弦乐间奏相结合。他们决定创作一套关于日常生活的歌曲，乐队和管弦乐队主要是分开演奏并混合在一起。它在发行时取得了一定的成功，但在电台开始播放这张专辑之后，尤其是热门单曲“白缎之夜”，它在 1972 年成为美国十大热门歌曲。此后，它被滚石列为 1967 年最重要的专辑之一。